# Opizio Pallavicini
Opizio Pallavicini (né le 15 octobre 1632 à Gênes, alors dans la république de Gênes, et mort le 11 février 1700 à Rome) est un cardinal italien de la fin du XVIIe siècle.

## Biographie
Opizio Pallavicini exerce diverses fonctions au sein du Tribunal suprême de la Signature apostolique et est gouverneur des villes d'Ascoli, de San Severino, d'Orvieto, de Montalto et de Fermo. Il est nommé archevêque titulaire d'Éphèse (de) en 1668 et est envoyé comme nonce apostolique en Toscane (en), puis à Cologne en 1672 et en Pologne en 1680.
Il est créé cardinal par le pape Innocent XI lors du consistoire du 2 septembre 1686. Le cardinal Pallavicini est nommé légat apostolique à Urbino. Il est transféré au diocèse de Spolète en 1689 et à celui d'Osimo en 1691.
Il participe au conclave de 1689, lors duquel Alexandre VIII est élu pape et à celui de 1791 (élection d'Innocent XII).
Le cardinal Pallavicini meurt à Rome le 11 février 1700, à l'âge de 67 ans.

## Succession apostolique
Opizio Pallavicini a ordonné les évêques suivants :
- Évêque Paul von Aussem (de) (1677)
- Évêque Hieronim Wierzbowski (pl) (1682)
- Évêque Mikołaj Stefan Pac (pl) (1682)
- Évêque Jakub Franciszek Dłuski (pl), O.F.M.Conv. (1682)
- Archevêque Deodat Nersesowicz (pl) (1684)
- Évêque Andrzej Chryzostom Załuski (pl) (1684)
- Évêque Giorgio Spinola (1691)
- Évêque Ludovico Masdoni (1691)